# Tilex
Tilex (1947-1949) is een historisch Nederlands merk van motorfietsen.
Dit waren zelfbouwracers van Jan van Tilburg en Aad van Exel, die aanvankelijk een telescoopvork onder deze naam ontwikkelden, maar al snel ook een bromfiets met tankframe. Daarna gingen ze met eigen frames racen met verschillende 125 cc-blokken, onder andere van DKW en Villiers. Jan van Tilburg bouwde ook de Javanti-gangmaakmotoren met Kreidler-motorblokjes, die ook bekend werden onder de naam Avanti.